# Schutz & Intervention Winterthur
Schutz & Intervention Winterthur ist ein Bereich des Departments «Sicherheit & Umwelt» der Stadt Winterthur im Kanton Zürich in der Schweiz. Schutz & Intervention Winterthur (SIW) ist eine Bevölkerungsschutz- resp. Blaulichtorganisation. Sie vereint Feuerwehr und Zivilschutz unter einem Dach und erbringt Leistungen in den Sparten Führung, Schutz, Rettung, Betreuung und Schadenbekämpfung.

## Leitung
Für SIW sind rund 70 festangestellte Mitarbeitende tätig. Hinzu kommen rund 130 Angehörige der Milizfeuerwehr und rund 500 Angehörige der Zivilschutzorganisation (ZSO) Winterthur und Umgebung. Bereichsleiter und Kommandant von SIW ist Tobias Janka.

## Geschichte
Die Wurzeln von Schutz & Intervention Winterthur beginnen bei der Feuerwehr Winterthur. Diese gehen auf das Jahr 1895 zurück, als der Grosse Gemeinderat mit den «Vorschriften für Alarmierung und Feuerwehrpikett» erstmals ein Feuerwehrpikett bewilligte, das später Brandwache genannt wurde. 1922 bezog die Feuerwehr das Depot an der Lindstrasse 4, das sie in der Folge bis zur Jahrtausendwende nutzte. Die Brandwache wird ab 1982 als Berufsfeuerwehr bezeichnet. Nachdem bereits ab 1970 einzelne hauptamtliche Feuerwehrleute mit verstärktem Pikett angestellt worden waren, ermöglichte ein Volksentscheid im Jahr 1989 die Einführung der 24-Stunden-Bereitschaft. Im Juli 2000 bezog die Feuerwehr einen Neubau beim Teuchelweiherplatz, in Nachbarschaft zur Mechatronikschule Winterthur und der Mehrzweckanlage Teuchelweiher. Später ist der Bereich Feuerwehr mit dem Bereich Zivilschutz (und somit der Zivilschutzorganisation Winterthur & Umgebung) zu «Schutz & Intervention Winterthur» zusammengeführt worden.

## Feuerwehr
Die Feuerwehr setzt sich aus einer Berufsfeuerwehr mit rund 53 Angehörigen, einer Milizfeuerwehr mit rund 130 Angehörigen sowie einer Jugendfeuerwehr zusammen.
Die Berufsfeuerwehr ist aufgeteilt in 3 Einsatzgruppen à 11 Personen, die sich jeweils im 24-Stunden-Schichtbetrieb abwechseln. Dazu sind die Angehörigen der Berufsfeuerwehr während 2 × 24 Stunden in erhöhter Pikettbereitschaft, bei der sie innerhalb von 12 Minuten auf Abruf im Feuerwehrlokal sein müssen.
Die Milizfeuerwehr besteht aus einem Stab, vier gleich organisierten Zügen (Züge 1–4) und einem Logistikdetachement. Aus den vier Zügen rekrutieren sich Angehörige für die Stützpunktfeuerwehr (Stützpunktgruppen 11–14) sowie für Spezialaufgaben wie die Verkehrsgruppe (VA) und das Einsatzleitfahrzeug-Team (ELF). Je nach Ereignisart und Ort werden Teile der Milizfeuerwehr zusammen mit der Berufsfeuerwehr aufgeboten.
Im Jahr 2024 leistete die Feuerwehr von Schutz & Intervention Winterthur 1027 Einsätze.
Einsätze vergangener Jahre:
2023: 1123 Einsätze
2022: 989 Einsätze
2021: 1398 Einsätze
Neben der Feuerwehr von Schutz & Intervention Winterthur verfügt das Kantonsspital Winterthur über eigene Betriebsfeuerwehr, die bei Grossbränden herangezogen werden kann.

## Zivilschutz
Zu den Aufgaben der Zivilschutzorganisation Winterthur und Umgebung (ZSO WIUM) gehören z. B. das Betreuen von schutzsuchenden und obdachlosen Personen sowie die Unterstützung anderer Katastrophenschutzorganisationen. Der Schutz von Kulturgütern gehört ebenfalls zu den Aufgaben des Zivilschutzes. Die ZSO WIUM leistet auch Einsätze zugunsten der Gemeinschaft, wie z. B. Hilfe beim Aufbau der Winterthurer Musikfestwochen. In Winterthur gehören rund 500 Personen zur ZSO WIUM.
Im Jahr 2024 leistete der Zivilschutz 2 Einsätze.
Einsätze vergangener Jahre:
2023: 11 Einsätze
I2022: 18 Einsätze
2021: 10 Einsätze
2020: 15 Einsätze